# Циклостереоізомерія
Циклостереоізомерія (англ. cyclostereoisomerism, рос. циклостереоизомерия) — стереоізомерія, пов’язана з утворенням циклів. Циклізація будь-якої відкритої ланцюгової структури супроводиться збільшенням симетрії системи внаслідок виключення кінцевих груп, що спричиняє зменшення кількості можливих стереоізомерів порівняно з вихідним ланцюгом, який містить хіральні центри. При цьому відіграє роль тільки послідовність включених у цикл асиметричних центрів, оскільки їхня перестановка в циклі не створює нових стереоізомерів. 